# Акакије Мелитински
Свети Акакије је био епископ Мелитински. Подвизавао се у граду у ком се и родио тј. у Јерменској Мелитини. Блажени Отрије, епископ тога града, који је учествовао на Другом Васељенском Сабору, рукоположио га је за презвитера. По смрти Отријевој Акакије је постао епископ. Учествовао је на Трећем Васељенском Сабору у Ефесу, на коме је осуђено Несторијево учење о Богородици. Ту се заједно са Светим Кирилом Александријским веома истакао. Хришћани верују да је Свети Акакије имао велику благодат од Бога и да је чинио многа чуда. После дуге и ревносне службе скончао је мирно, 435. године.
Српска православна црква слави га 17. априла по црквеном, а 30. априла по грегоријанском календару.